# Naked (film, 1993)
Pour les articles homonymes, voir Naked.
 (juin 2019).
Si vous disposez d'ouvrages ou d'articles de référence ou si vous connaissez des sites web de qualité traitant du thème abordé ici, merci de compléter l'article en donnant les références utiles à sa vérifiabilité et en les liant à la section « Notes et références ».
Pour plus de détails, voir Fiche technique et Distribution.
Naked est une comédie noire britannique écrite et réalisée par Mike Leigh, sortie en 1993.

## Synopsis
Dans une ruelle de Manchester, Johnny Fletcher viole une femme. La famille de celle-ci arrive et le chasse. Il vole alors une voiture et part pour Londres. Il se réfugie chez son ex petite-amie Louise, pas très heureuse de le revoir.

## Fiche technique
- Réalisation et scénario : Mike Leigh
- Directeur de la photographie : Dick Pope
- Montage : Jon Gregory (en)
- Costumes : Lindy Hemming
- Décors : Alison Chitty
- Musique : Andrew Dickson
- Production : Simon Channing-Williams
- Sociétés de production : Thin Man Films, Film Four International, British Screen
- Format : 33 mm, Son Dolby Digital, couleur

### Sortie
- France : 10 novembre 1993 (sortie nationale)

## Distribution
- David Thewlis (VF : Dominique Collignon-Maurin[réf. nécessaire]) : Johnny
- Lesley Sharp : Louise Clancy
- Katrin Cartlidge : Sophie
- Greg Cruttwell : Jeremy G. Smart
- Claire Skinner : Sandra
- Ewen Bremner : Archie

## Récompenses
- Festival de Cannes 1993 : 
  - Prix de la mise en scène : Mike Leigh
  - Prix d'interprétation masculine du Festival de Cannes : David Thewlis
- Nommé au Grand Prix de l'Union de la critique de cinéma en 1994.